# メガネグマ
メガネグマ（眼鏡熊、Tremarctos ornatus）は、哺乳綱ネコ目（食肉目）クマ科メガネグマ属に分類されるクマ。現生種では本種のみでメガネグマ属を構成する。

## 分布
エクアドル、コロンビア、ペルー、ベネズエラ西部、ボリビア
クマ科で唯一、南半球に分布する熊である。

## 形態

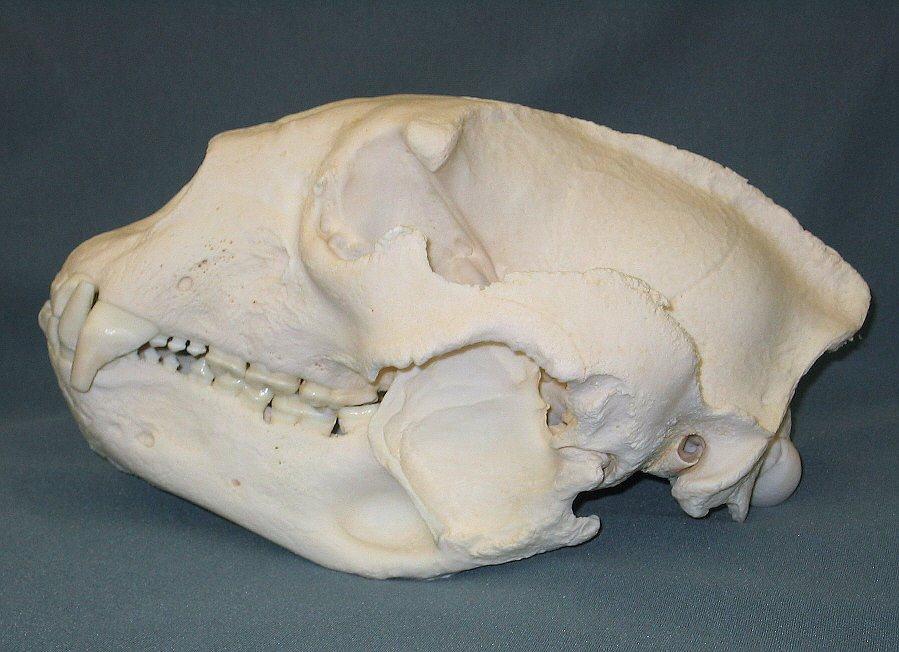
頭骨

体長120-200センチメートル。尾長5-7.5センチメートル。肩高70-80センチメートル。体重オス130-200キログラム、メス35-65キログラム。毛衣は黒や暗褐色。目の周囲や喉に白や黄白色の斑紋が入り、個体によってはメガネのように見えることが和名の由来。種小名ornatusは「装飾された」の意。斑紋は個体変異が大きい。斑紋が入らない個体もいる。
咬筋が付着する下顎骨の窪み（咬筋窩）の数は2。上腕骨下部の内側に、神経や動脈が通る孔（内側上髁孔）があるとされる。
乳頭の数は4。

## 生態
主に標高1,800-3,300メートルにある雲霧林に生息するが、草原、砂漠や乾燥林にも生息する。夜行性で、昼間は大木の下や樹洞、樹上に木の枝を組み合わせた巣などで休む。
食性は植物食の強い雑食で、主に果実を食べるが木の葉（アナナス類、ヤシ類）、樹皮、昆虫、小型哺乳類、爬虫類なども食べる。
繁殖形態は胎生。妊娠期間は160-225日。1回に1-3頭の幼獣を産む。オスは平均で生後5年、メスは生後4-7年で性成熟する。飼育下では36年5か月の生存記録がある。

## 人間との関係
農地開発や道路建設による生息地の減少、毛皮目的や娯楽としての狩猟、害獣としての駆除などにより生息数は減少している。生息地では法的に保護の対象とされている。ペルー北部での1977-1979年における生息数は約850頭と推定されている。

## 画像

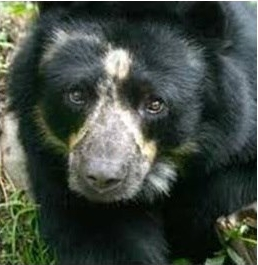
頭部
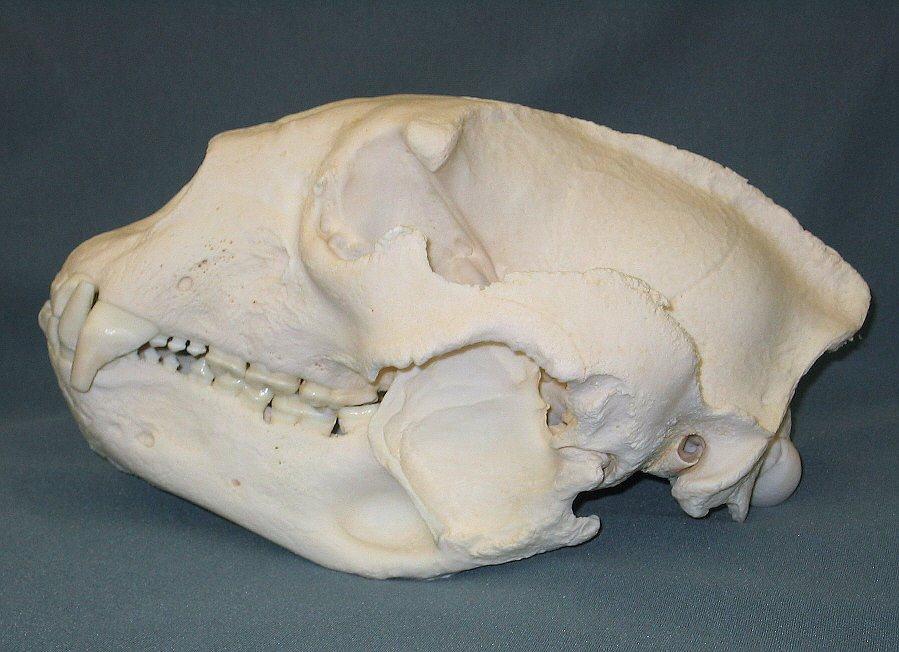
頭骨